# Anua david
Anua david är en fjärilsart som beskrevs av Holland 1894. Anua david ingår i släktet Anua och familjen nattflyn. Inga underarter finns listade i Catalogue of Life.